# I'm Karen
I'm Karen 龔柯允 同名専輯は、2009年にリリースされたマレーシア出身の歌手、龔柯允（カレン・コン）のアルバム。発売日は台湾版が7月10日、マレーシア版が7月22日になっている。

## 解説
台湾市場向けにリリースされたアルバムであり、収録曲の3分の2は伴奏に若干の違いがあるものの、前作『表演』および『表演Vol:02』に収録されていたものである。このアルバムはマレーシアでも販売されたが、マレーシア版には「你在哪裡？」が収録されておらず、その代わりボーナストラックとしてマレー語詞による曲「Cinta Ada」が収録されている。また7曲目の「離島」も台湾版とマレーシア版とでは異なるヴァージョンが収録されている。

## 収録曲

### 台湾版
1. ㄚ一ㄨㄟㄛ (AEIOU)
作詞:黄明志、作曲:Katie White+Jules de Martino、編曲:Shamril
  - The Ting Tings「Great DJ」のカヴァー
2. 粉紅電光
作詞:黄明志、作曲:張捷惟、編曲:Kieran
3. 鄰居
作詞:李志清、作曲:張捷惟、編曲:Casey Joo
4. 舔傷
作詞:小寒、作曲:陳威全、編曲:Shamril
5. 不要放晴
作詞:阿丹、作曲:張捷惟、編曲:Shamril
6. 陣陣跳
作詞:張國祥+特雷米、作曲:張捷惟、編曲:Mac Chew
7. 離島
作詞:黄明志、作曲:張捷惟、編曲:Casey Joo
8. 愛情
作詞:李志清、作曲:張捷惟、編曲:李乃剛
9. 你笨啊你！
作詞:李志清、作曲:Shazzy、編曲:Shazzy
10. 你在哪裡？
作詞:李志清、作曲:李志源、編曲:Shamril
11. 鄰居 (Acoustic)
12. In Love Again （英語）
作詞:側田Justin、作曲:Choi Sung-Wook+Yoo Yoo-Jin、編曲:Casey Joo

### マレーシア版
1. ㄚ一ㄨㄟㄛ (AEIOU)
2. 粉紅電光
3. 鄰居
4. 舔傷
5. 不要放晴
6. 陣陣跳
7. 離島
8. 愛情
9. 你笨啊你！
10. 鄰居 (Acoustic)
11. In Love Again
12. Cinta Ada （Bonus Track）
作詞:Asmin Mudin、作曲:張捷惟、編曲:Jenny Chin
  - Sheila Majid、Jaclyn Victorとの合唱